# Johan Wieth
Johan Suurballe Wieth (født 13. september 1991) er en dansk guitarist i bandet Iceage.
Udover medlemskabet af Iceage, har Johan Suurballe Wieth udgivet musik under navnet Evilblood og Megan. Soloprojekterne er i genren støjrock. Johan Wieth er af det amerikanske musikmagasin Rolling Stone betegnet som en af de "mest notable guitarister fra den nye generation af seks-strengede legender".
Johan Suurballe Wieth er søn af skuespilleren Julie Wieth og skuespilleren Morten Suurballe og barnebarn af skuespiller og visesanger Mogens Wieth.

## Discografi i eget navn (Evilblood og Megan)
- Opening nights (2011) under navnet Megan
- Last Awakening Act (2012) under navnet Megan, del af projekt med svenske Henrik Söderström
- "Days in Return" (2013), 7" vinyl med Loke Rahbek